# Antigo
Antigo is een plaats (city) in de Amerikaanse staat Wisconsin, en valt bestuurlijk gezien onder Langlade County.

## Demografie
Bij de volkstelling in 2000 werd het aantal inwoners vastgesteld op 8560.
In 2006 is het aantal inwoners door het United States Census Bureau geschat op 8266, een daling van 294 (-3,4%).

## Geografie
Volgens het United States Census Bureau beslaat de plaats een oppervlakte van
16,8 km², waarvan 16,7 km² land en 0,1 km² water. Antigo ligt op ongeveer 466 m boven zeeniveau.

## Plaatsen in de nabije omgeving
De onderstaande figuur toont nabijgelegen plaatsen in een straal van 32 km rond Antigo.